# FFB Field
Het FFB Field is een multifunctioneel stadion in Belmopan, de hoofdstad van Belize. Het stadion wordt vooral gebruikt voor voetbalwedstrijden, de voetbalclub Police United FC maakt gebruik van dit stadion. Ook het nationale elftal van Belize speelt hier internationale wedstrijden. In het stadion is plaats voor 5.000 toeschouwers. 